# Euphorbia balakrishnanii
Euphorbia balakrishnanii är en törelväxtart som beskrevs av M.S. Binojkumar och R. Gopalan. Euphorbia balakrishnanii ingår i släktet törlar, och familjen törelväxter. Inga underarter finns listade i Catalogue of Life.